# Hohoemi no Plumage
Hohoemi no Plumage (jap. 微笑みのプルマージュ Hohoemi no Purumāju) – dwudziesty pierwszy singel japońskiej piosenkarki Yukari Tamury, wydany 15 sierpnia 2012. Utwór tytułowy został użyty jako ending filmu anime Magical Girl Lyrical Nanoha The MOVIE 2nd A's, a Sakasete otome wykorzystano w zakończeniach programu radiowego Tamura Yukari no Itazura Kuro Usagi (jap. 田村ゆかりのいたずら黒うさぎ). Singel osiągnął 5 pozycję w rankingu Oricon i pozostał na niej przez 6 tygodni, sprzedał się w nakładzie 25 676 egzemplarzy.

## Lista utworów
| Nr | Tytuł                                                                     | Słowa          | Kompozycja     | Aranżacja          | Czas |
| -- | ------------------------------------------------------------------------- | -------------- | -------------- | ------------------ | ---- |
| 1. | "Hohoemi no Plumage" (jap. 微笑みのプルマージュ Hohoemi no Purumāju)      | Gorō Matsui    | Masatomo Ōta   | Masatomo Ōta       | 4:42 |
| 2. | "Andromeda made 1hour" (jap. アンドロメダまで1hour Andoromeda made 1hour) | Aki Hata       | Kazuya Komatsu | Kazuya Komatsu     | 3:37 |
| 3. | "Kimi to LOVE" (jap. 君とLOVE)                                            | Chokkyū Murano | Masatomo Ōta   | Masatomo Ōta, EFFY | 4:09 |
| 4. | "Sakasete otome" (jap. 咲かせて乙女)                                      | Gorō Matsui    | Masatomo Ōta   | Masatomo Ōta       | 3:51 |

## Notowania
| Lista                             | Pozycja |
| --------------------------------- | ------- |
| Oricon Weekly Singles Chart       | 5       |
| Billboard Japan Hot 100           | 18      |
| Billboard JAPAN Hot Singles Sales | 5       |
| Billboard JAPAN Hot Animation     | 3       |
| CDTV                              | 9       |
| Sound Scan                        | 7       |
| FRIDAY SUPER COUNTDOWN 50         | 8       |